# Beppu
Beppu (別府市, Beppu-shi) est une ville du Japon située dans la préfecture d'Ōita, sur l'île de Kyūshū. Elle est célèbre pour ses nombreuses sources chaudes (onsen), qui attirent des visiteurs du monde entier.

## Géographie

### Localisation

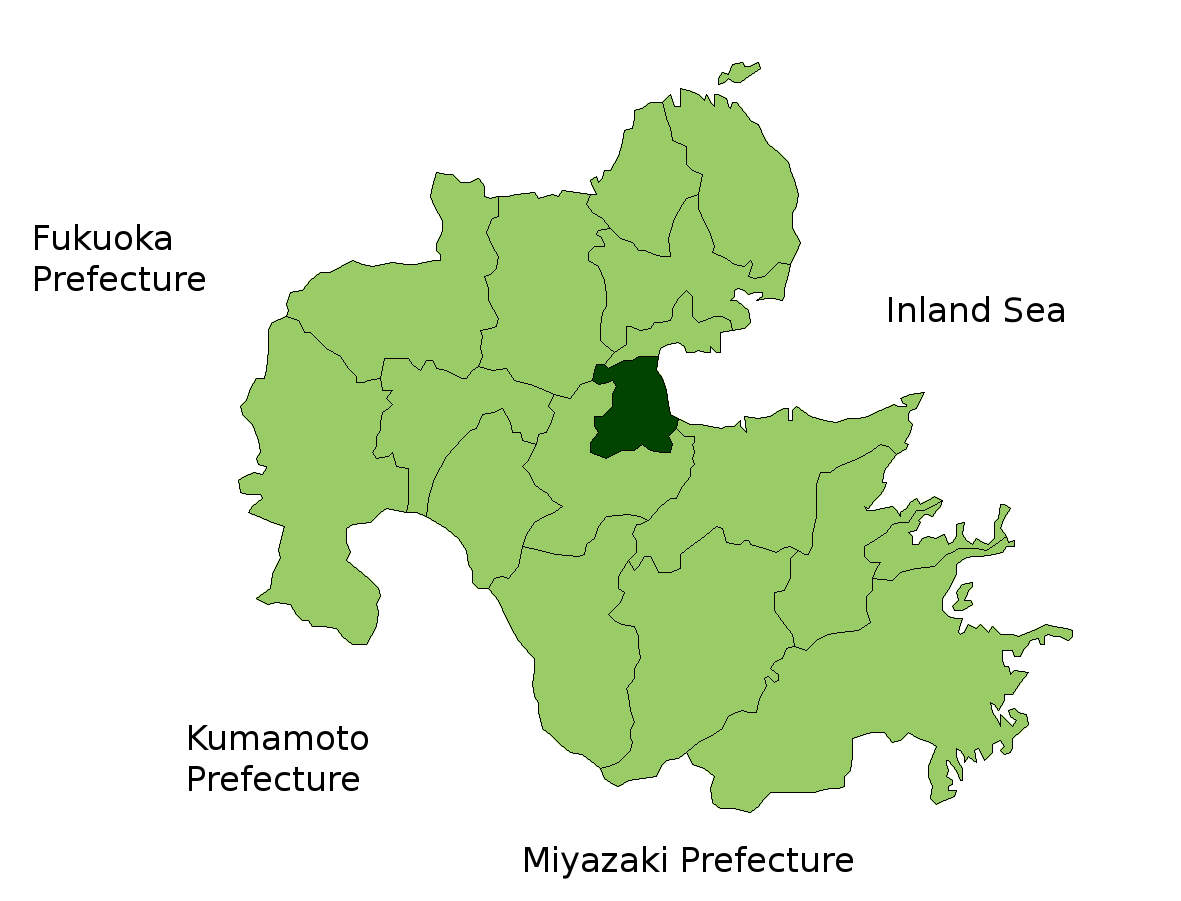
Localisation dans la préfecture.

Beppu est située dans le nord-est de l'île de Kyūshū, au bord de la baie de Beppu (mer intérieure de Seto). La ville est traversée par six rivière, les rivière Asami, Haruki, Sakai, Shin et Hiya, qui se jettent dans la baie de Beppu. La ville est entourée au sud et a l'ouest, par plusieurs montagnes, dont le mont Yufu, qui culmine à 1 583 mètres et le mont Tsurumi, à 1 375 mètres.
Beppu est située dans le graben de Beppu-Shimabara, une zone géologiquement active avec de nombreuses failles sismiques, expliquant l'abondance de sources chaudes. Cette activité tectonique, due a la subduction de la plaque de la mer des Philippines sous la plaque eurasienne, confère à Beppu une topographie de pentes abruptes, principalement orientées est-ouest.

### Municipalités limitrophes
| Yufu | Hiji  | Hiji                   |
| Yufu | Beppu | mer intérieure de Seto |
| Yufu | Yufu  | Ōita                   |

### Démographie
Au 28 février 2025, la population de la ville est de 111 633 habitants pour une superficie de 125,34 km2, soit, une densité de population de 890,64 hab./km2.

### Climat
Beppu a un climat subtropical humide avec des étés chauds et des hivers frais. Les précipitations sont importantes tout au long de l'année, mais plus faibles en hiver.
| Mois                                | jan. | fév. | mars | avril | mai  | juin | jui. | août | sep. | oct. | nov. | déc. |
| ----------------------------------- | ---- | ---- | ---- | ----- | ---- | ---- | ---- | ---- | ---- | ---- | ---- | ---- |
| Température minimale moyenne (°C)   | 1,4  | 1,9  | 4,6  | 9,1   | 14,2 | 19   | 23   | 23,4 | 20,4 | 14,9 | 9,1  | 3,4  |
| Température moyenne (°C)            | 4,3  | 5,3  | 8,5  | 13,4  | 18,1 | 21,8 | 25,7 | 26,2 | 22,9 | 17,6 | 12   | 6,6  |
| Température maximale moyenne (°C)   | 8,1  | 9,5  | 13,3 | 19,1  | 22,7 | 25,1 | 29,3 | 29,6 | 26,1 | 21,1 | 15,6 | 10,1 |
| Précipitations (mm)                 | 60   | 74   | 101  | 121   | 132  | 287  | 212  | 193  | 214  | 138  | 74   | 57   |
| Nombre de jours avec précipitations | 5    | 6    | 8    | 8     | 8    | 12   | 13   | 13   | 11   | 7    | 6    | 5    |
| Humidité relative (%)               | 75   | 74   | 72   | 72    | 75   | 83   | 83   | 82   | 83   | 80   | 79   | 76   |

| Diagramme climatique                                  |          |            |            |             |           |           |             |             |             |           |           |
| J                                                     | F        | M          | A          | M           | J         | J         | A           | S           | O           | N         | D         |
| 8,11,460                                              | 9,51,974 | 13,34,6101 | 19,19,1121 | 22,714,2132 | 25,119287 | 29,323212 | 29,623,4193 | 26,120,4214 | 21,114,9138 | 15,69,174 | 10,13,457 |
| Moyennes : • Temp. maxi et mini °C • Précipitation mm |          |            |            |             |           |           |             |             |             |           |           |

## Histoire
Beppu, située dans l'ancienne province de Bungo, est mentionnée dès la période de Nara (710-794) pour ses onsen, notamment dans le Bungo no kumi fudoki. Dès le XIIe siècle ou le XIIIe siècle, pendant la période Kamakura, des sanatoriums y accueillent les blessés du clan Heike, profitant de ses vertus curatives.
Le port de Beppu, ouvert le 30 mai 1871, devient un hub commercial et touristique, notamment avec une liaisons régulières en 1873 vers le Kansai, en passant par la mer intérieure.
Officiellement, le village de Beppu (村 (mura)) est créé le 1er avril 1889 avec l’instauration du système moderne des municipalités. Le 11 avril 1893, il obtient le statut de bourgade (町 (machi), puis, le 1er avril 1924, celui de ville statut de ville (市 (shi)) comptant alors 36 276 habitants.
Après la Seconde Guerre mondiale, le camp militaire américain Chickamauga s’installe en 1946 et reste actif jusqu'en 1957. Après sa démolition, le site a été transformé en un parc public, aujourd'hui appelé Parc de Beppu.

## Éducation
- Université de Ritsumeikan
- Université de Beppu

## Transports
L'aéroport desservant Beppu est l'aéroport d'Ōita (code AITA : OIT).
La gare de Beppu est la principale gare de la ville. La ville dispose également du funiculaire de Beppu Rakutenchi.
Le téléphérique de Beppu permet d'accéder au sommet du mont Tsurumi. Il s'agit d'ailleurs du plus grand téléphérique du Kyūshū.

## Culture locale et patrimoine

### Les sources chaudes
La ville est célèbre dans tout le Japon pour ses onsen (sources chaudes). On en trouve un peu moins de trois mille dans la ville, ce qui lui vaut le statut de « ville la plus géothermique du monde » (des fumées planent en permanence au-dessus de la ville). Ces sources chaudes font de la ville une destination de choix au Japon. De plus, les onsen ne sont pas le seul atout de la ville qui est aussi très proche de la montagne et de la mer. Ces sources chaudes ont deux faces : d'un côté, on peut visiter les jigoku, sources chaudes qui sont connues pour leurs couleurs (rouge, blanche, bleue), mais il est impossible de se baigner dedans car elles sont extrêmement chaudes, alors qu'on peut se baigner dans certains onsen ; d'habitude ceux-ci ne sont pas très chers. Le prix varie beaucoup.

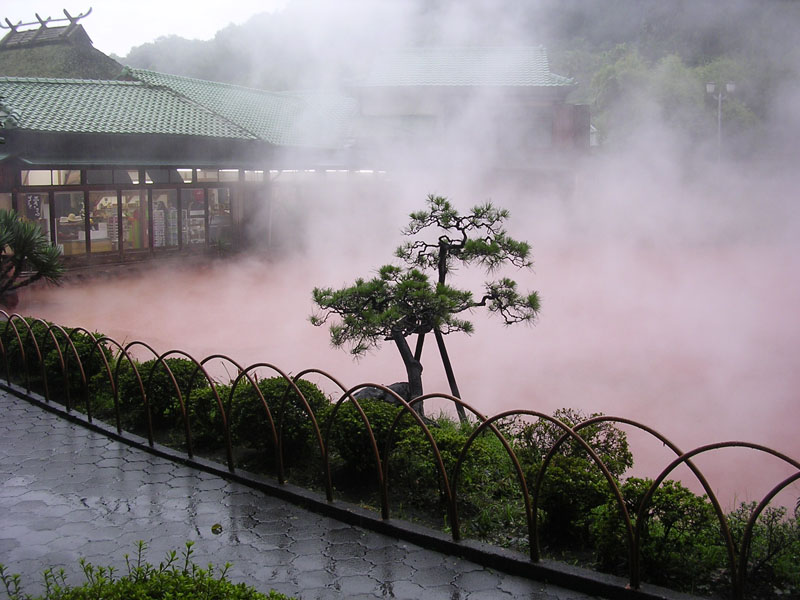
Le Chinoike Jigoku (« mare de sang »), célèbre jigoku de Beppu.

### Autres attractions
- Tour de Beppu
- La montagne des singes (Takazaki yama)
- Le safari africain (African Safari)

## Symboles municipaux
- L'arbre qui symbolise la ville est le camphrier
- La fleur qui symbolise la ville est le rhododendron

## Jumelages
Beppu est jumelée avec :
- Atami (Japon)
- Bath (Royaume-Uni)
- Beaumont (Texas) (États-Unis)
- Jeju (Corée du Sud)
- Mokpo (Corée du Sud)
- Rotorua (Nouvelle-Zélande)
- Yantai (Chine)